# Албърт Крюз
Албърт Хенлин Крюз (на английски: Albert Hanlin Crews) е американски тест пилот и полковник от USAF. Участник в две групи от селекцията на екипажи за космически полети.

## Образование
Албърт Крюз завършва гимназия в родния си град. През 1950 г. завършва щатския университет на Луизиана с бакалавърска степен по химично инженерство. През 1959 г. става магистър по аерокосмическо инженерство в Технологичния институт на USAF, Райт Патерсън, Охайо.

## Военна кариера
Албърт Крюз постъпва в USAF през 1951 г. В края на 50-те години става експериментален тест пилот. Два пъти е избиран за астронавт от USAF: през 1962 г. в Група 1962 Dyna-Soar 2, като заместник на напусналите Бил Дана и Нийл Армстронг и през 1965 г. в Група 1965 MOL-1. Предвиден е за командир на първата мисия от Програмата Пилотирана орбитална лаборатория. От датата на втората селекция до пенсионирането си през 1969 г. работи в Космическия център Линдън Джонсън, Хюстън, Тексас като контрол на полетите по програмата Аполо.

## Личен живот
Албърт Х. Крюз е женен и има три деца. Живее в Сан Диего, Калифорния.